# 喜多村久隆
喜多村 久隆（きたむら ひさたか）は、江戸時代後期の弘前藩士。

## 生涯
父・喜多村久武が家督を継がなかったため、祖父・親守から家督1200石を継いだ。天保14年（1843年）書院番頭から用人兼帯となった。弘化元年（1844年）7月8日より10日までの長雨で俗に「大鰐流れ」と呼ばれる大洪水が発生し、死者49人を数えた。その際、息子の富弥（後の久盛）が弘前で興行していた江戸相撲の見物に行きたいと申し出た。しかし、久隆は民が困っているなかのんびり相撲見物など水害に遭った者に申し訳ないといい、許可しなかったという。弘化3年（1846年）には家老となっている。